# 沖虛道長 (笑傲江湖)
沖虛道長是金庸武俠小說《笑傲江湖》的人物，在《笑傲江湖》中乃當今正教中十位最強的好手之一。為金庸小說中武功絕頂的高手之一。
金庸小说《侠客行》中有同名人物，是金庸小说中很少有的重名人物。

## 人物
沖虛道長是武當派掌門，武藝高強，不僅是小說中武功最高的人物之一，也是少林方丈方證大師的重要伙伴。
沖虛道長精通太极剑法，在和令狐冲對決時認出風清揚傳授的絕學「獨孤九劍」，並在令狐沖攻擊其破綻時發現令狐沖懂得「吸星大法」。由於佩服令狐冲的劍法勝過自己，加上賞識他不與左冷禪等人同流合污，因此除了與方證大師一同支持令狐冲接任恆山派掌門，亦不齒岳不羣因為心胸狹窄而把令狐冲逐出師門的行徑。
任我行在少林寺曾宣稱，自己最佩服的三個人依次為東方不敗、方證大師和風清揚。第四位的沖虛道長在任我行心目中亦是潔身自愛、武藝高強之輩；但任我行認為他不善教導徒弟武藝，其太極劍法亦未必勝過自己，因此只能佩服一半，算是半個。不過由於沖虛道長在第三場比試中得悉對手是令狐冲後，自忖無法取勝而甘願認輸，任我行覺得他為人謙虛，於是對他佩服七分。

## 武功
太极剑法
武當派鎮派之寶，集道家武學之大成的劍法，講究神在劍先，綿綿不絕，以不變應萬變。
兩儀劍法
剑法中有阴有阳，亦刚亦柔，出招时，一人迟缓，一人迅捷，姿势虽不雅观，但剑招古朴浑厚，破绽之处实所罕见。
斗到紧要处，一人长剑大开大阖、势道雄浑；一人疾趋疾退、剑尖上幻出点点寒星。